# Paul Franklin
Paul V. Franklin (Detroit (Michigan), 31 mei 1954) is een Amerikaanse country- en rockmuzikant (steelgitaar, dobro, fiddle, drums), vooral bekend van zijn werk als steelgitarist. Hij begon zijn carrière in de jaren 1970 als lid van de roadband van Barbara Mandrell. Daarnaast toerde hij met Vince Gill, Mel Tillis, Jerry Reed en Dire Straits. Sindsdien is hij een productief sessiemuzikant geworden in Nashville en speelt hij op meer dan 500 albums. Hij is door de Academy of Country Music verschillende keren uitgeroepen tot beste steelgitarist en werd in 2019 opgenomen in de Musicians Hall of Fame and Museum. Naast de pedal steelgitaar en lap steelgitaar speelt Franklin dobro, fiddle en drums, evenals drie op maat gemaakte instrumenten, de pedabro, The Box en de bariton steelgitaar.
Sinds 2016 biedt Franklin online steelgitaarlessen aan.

## Biografie

### Muzikale innovaties
Hij staat bekend om het inbrengen van meerdere muzikale innovaties in het countrymuziekcircuit. Een daarvan, de pedabro, is een type dobro, uitgerust met pedalen en wordt bespeeld als een pedal steelgitaar. Deze is uitgevonden door Franklins vader. De eerste van vele hitrecords met de pedabro was Forever and Ever, Amen van Randy Travis. Franklin heeft ook twee nieuwe varianten steelgitaren gemaakt, de eerste is een soort lap steelgitaar met de bijnaam The Box, waarvan het geluid is beschreven als een drassige akoestische gitaar. Het andere type gitaar dat hij heeft uitgevonden, is de bariton steelgitaar, waarvan de snaren een octaaf lager zijn gestemd dan een traditionele pedal steelgitaar.

### Samenwerkingen
Hij speelde steelgitaar op de top vijf hit Nice to Be With You van de band Gallery uit 1972. Franklin heeft tijdens zijn carrière met veel bekende acts gewerkt, waaronder Mark Knopfler en Dire Straits, Barbara Mandrell, Rodney Crowell, Notting Hillbillies, Sting, Peter Frampton, George Strait, Alan Jackson, Faith Hill, Shania Twain, Barbra Streisand , Reba McEntire, Patty Loveless, Kathy Mattea, Big & Rich, Clint Black, Etta James, Jake Owen , Kane Brown, Kenny Rogers, Kid Rock, Lauren Alaina, Lee Ann Womack, Lionel Richie, Luke Bryan , Olivia Newton-John, Peter Cetera, Randy Travis, Ronnie Milsap, Sheryl Crow, Thomas Rett, Tim McGraw, Toni Braxton, Trace Adkins, Vince Gill en Megadeth. Franklin is lid van The Time Jumpers, een country en western swingband. In juli 2013 brachten hij en Vince Gill een gezamenlijk album uit met de naam Bakersfield.

## Discografie
- 2013: Bakersfield (met Vince Gill) (cd/lp/download, MCA Nashville)